# 达芦那韦
达芦那韦（英文：Darunavir，缩写：DRV）以商品名Prezista销售，是一种用于治疗和预防艾滋病的抗逆转录病毒药物。通常建议与其他抗逆转录病毒药物一起使用。达芦那韦通常与低剂量的利托那韦或考比司他一起使用，以提高达芦那韦的水平。它可用于针刺伤害或其他潜在接触后的预防。每天口服一次至两次。
达芦那韦常见的副作用包括腹泻、恶心、腹痛、头痛、疹和呕吐。而严重的副作用包括过敏、肝病和皮疹，如中毒性表皮坏死松解症。虽然在怀孕期间对此药物研究很少，但它似乎对婴儿是安全的。达芦那韦属于蛋白酶抑制剂（PI）类，通过阻断HIV-1蛋白酶起作用。
达芦那韦由制药公司Tibotec研制，并由在伊利诺伊大学芝加哥分校发现该分子的化学教授，Arun K. Ghosh命名。它于 2006年6月23日获得美国食品药品监督管理局（FDA）的批准。它也在世界卫生组织基本药物标准清单里。固定剂量的组合药物达芦那韦/考比司他（商品名Rezolsta销售）可作为单一药丸使用。

## 医疗用途
达芦那韦是Office of AIDS Research Advisory Council（DHHS）推荐给成人和青少年地治疗方案，无论他们过去是否接受过艾滋病治疗。在一项针对从未接受过艾滋病治疗的患者的研究中发现，如果每天给药一次，在96周时，达芦那韦将与洛匹那韦/利托那韦一样有效。2008年10月21日，FDA批准将达芦那韦用于以前未接受过艾滋病治疗的人。与其他抗逆转录病毒药物一样，达芦那韦并不能治愈艾滋病。
当达芦那韦与利托那韦和其他抗逆转录病毒药物联合使用时，适用于治疗成人和三岁及以上儿童的人类免疫缺陷病毒（HIV-1）的感染。

## 负面影响
人们通常可以很好地耐受达芦那韦的药性。疹是最常见的副作用（7%的患者）。其他常见的副作用有腹泻（2.3%的患者）、头痛（3.8%的患者）、腹痛（2.3%的患者）、便秘（2.3%的患者）和呕吐（1.5%的患者）。达芦那韦也会引起过敏反应，对利托那韦过敏的人也会对达芦那韦产生过敏。
据研究，服用蛋白酶抑制剂药物（如达芦那韦）的患者会出现高血糖、糖尿病或糖尿病恶化、肌肉疼痛、压痛或虚弱，以及血友病患者出血量增加等症状。一些服用抗艾滋病毒药物的患者体内脂肪也发生了变化，包括腿部、手臂和面部脂肪减少，腹部和其他内脏器官脂肪增加，乳房增大，颈部后部出现脂肪块。这些情况的发生原因和对长期的健康影响尚不清楚。

### 药物相互作用
达芦那韦可能与艾滋病患者常用的药物（例如其他抗逆转录病毒药物）和抗酸剂（例如质子泵抑制剂和H2受体阻抗剂）有相互作用。贯叶连翘可能通过代谢酶CYP3A增加达芦那韦的分解来降低达芦那韦的有效性。

## 作用机制
达芦那韦是一种非肽蛋白酶抑制（PR），它利用许多氢键将自身固定在PR的活性位点。达芦那韦的开发是为了增加与 HIV-1蛋白酶的相互作用，并对HIV-1蛋白酶突变具有更强的抵抗力。Kd（解离常数）为4.5 x 10−12M，达芦那韦与PR的相互作用更强，并且其解离常数是其他蛋白酶抑制剂的百分之一至千分之一。这种强烈的相互作用来自达芦那韦和PR活性位点的主链之间增加的氢键（图2）。与FDA开发和批准的大多数蛋白酶抑制剂相比，达芦那韦的结构使其能够与PR活性位点形成更多的氢键。此外，HIV-1蛋白酶的主链在存在突变的情况下保持其空间构象。因为达芦那韦与蛋白酶的这个稳定部分相互作用，所以PR-PI相互作用不太可能被突变破坏。

图3。活性位点含有达芦那韦的PR带状结构：如上图所示着色，其中参与氢键结合的某些残基进一步突出显示。催化性天冬氨酸，25和25'呈橙色，其他相互作用的残基呈绿色。右图是左图（PDB 4qdb）的放大图。

### 催化位点
HIV-1蛋白酶的化学活性取决于活性位点中的两个残基，即Asp25和Asp25'，每个同源二聚体拷贝中的一个。达芦那韦通过氢键与这些催化性天冬氨酸和活性位点的主链相互作用，特别结合残基Asp25、Asp25'、Asp29、Asp30、Asp30'和Gly27（图3）。这种相互作用阻止了病毒复制，因为它竞争性地抑制病毒多肽进入活性位点并与该蛋白质的酶促部分强烈结合。

## 成本
在美国和英国，接受过治疗的患者中，与研究人员选择的对照蛋白酶抑制剂相比，加强型达芦那韦的医疗保健成本估计更低。

## 历史

图2。达芦那韦和HIV-1蛋白酶之间的氢键。带有红色残基的键表示PI沙奎那维和HIV-1蛋白酶之间也存在氢键。而带有蓝色残基的氢键是达芦那韦独有的。

达芦那韦于2006年6月获准在美国使用，并于2007年2月在欧盟使用。
第一代临床抑制剂的开发建立在通过氢键和疏水相互作用产生更多蛋白酶-配体相互作用的基础上。FDA批准的第一个HIV-1蛋白酶抑制剂是沙奎那维，它被设计用来靶向野生型HIV-1蛋白酶。然而，由于HIV-1蛋白酶结构上的耐药性突变，导致该抑制剂不再有效。HIV基因组具有很高的可塑性，因此已经能够对多种HIV-1蛋白酶抑制剂产生耐药性。自沙奎那维以来，FDA已经批准了数个蛋白酶抑制剂，其中包括达芦那韦。

## 拓展阅读
- Panel on Antiretroviral Guidelines for Adults and Adolescents.  (PDF). Department of Health and Human Services. 18 December 2019  [21 April 2020]. （原始内容 (PDF)存档于13 August 2020）. 简明摘要.